# Carl Stüve
Carl Stüve (* 28. August 1826 in Osnabrück; † 27. November 1911 in Osnabrück) war ein Lehrer, Numismatiker und Herausgeber historischer Werke.

## Familie
Carl Stüve war ein Sohn von Carl Georg August Stüve (1794–1871), Subkonrektor, später Rektor am Ratsgymnasium Osnabrück und dessen Ehefrau Leopoldine Friederike Meyer (1800–1878). Seine Brüder waren der Architekt und Baurat Rudolf Stüve (1828–1896) und der Jurist und Osnabrücker Regierungspräsident Gustav Stüve (1833–1911). Er war zudem ein Neffe von Johann Carl Bertram Stüve.

## Leben
Nach Abschluss des Ratsgymnasiums studierte er in Berlin und Göttingen Philologie und kehrte nach kurzer Tätigkeit am Gymnasium in Göttingen nach Osnabrück zurück und wurde 1857 Lehrer am Ratsgymnasium, was er bis 1891 blieb. Stüve war ein leidenschaftlicher Numismatiker. Er promovierte über die Münzen der Ptolemäer und vermachte seine Münzsammlung dem Ratsgymnasium. Er war Herausgeber einiger historischer Werke zur Osnabrücker Geschichte, u. a. gab er die ersten beiden Bände der Geschichte des Hochstifts Osnabrück (1853, 1872) von Johann Carl Bertram Stüve heraus. Er war ferner Bearbeiter der Edition der Iburger Klosterannalen des Abts Maurus Rost (1895).

## Schriften
- (Hrsg.): Geschichte des Hochstifts Osnabrück bis zum Jahre 1508, Aus den Urkunden bearbeitet von C. Stüve, Band 1. Kißling, Osnabrück 1853. (Digitalisat); Band 2 (Von 1508 bis 1623). Frommann, Jena 1872. (Digitalisat)
- (Hrsg.): Die Iburger Klosterannalen des Abts Maurus Rost (=Osnabrücker Geschichtsquellen, 3). Osnabrück 1895.
- Zusätze zu Sallet’s ‚Die Daten der alexandrinischen Kaisermünzen‘ aus der städtischen Sammlung zu Osnabrück. In: Zeitschrift für Numismatik der Numismatischen Gesellschaft Berlin, 13 (1885), S. 245–247. (PDF)
- Promemoria über die Schledehausische Münz-Sammlung zum Gebrauch für den Conservator derselben, Manuskript o. O. (Osnabrück), o. J.
- Sedisvacanz Zeit nach dem Tode Ernst August I. und Wahl Karls von Lothringen. In: Osnabrücker Mitteilungen, 16 (1891).
- Zur Baugeschichte des Klosters Iburg. In: Osnabrücker Mitteilungen, 17 (1892).
- Beitrag zur Geschichte des Klosters Iburg. In: Osnabrücker Mitteilungen, 18 (1893).